# Österåker
Österåker è un comune svedese di 39 487 abitanti, situato nella contea di Stoccolma. Il suo capoluogo è la città di Åkersberga.
Nel 1717, il 26 di novembre, vi nacque Olof af Acrel.

## Geografia antropica

### Località
Nel territorio comunale sono comprese le seguenti aree urbane (tätort):
- Åkersberga (capoluogo)
- Bammarboda
- Hagbyhöjden
- Norrö
- Rydbo
- Skärgårdsstad
- Solberga
- Stava
- Svinninge
- Täljö